# Дирадо, Майя
Мейделин Джейн (Майя) Дирадо-Эндрюс (англ. Madeline Jane „Maya“ DiRado-Andrews; род. 5 апреля 1993, Сан-Франциско, Калифорния) — американская пловчиха, специализирующаяся в плавании вольным стилем, баттерфляем, на спине и комплексом. Двукратная олимпийская чемпионка и призёр Игр (2016).
Училась и плавала в Стэнфордском университете, где выиграла звания NCAA в 200 и 400 ярдах комплексом в 2014 году и получила высшее образование в области науки управления и инженерии. На Олимпийских квалификационных соревнованиях в США в 2016 году Дирадо квалифицировалась на дистанции 200 и 400 метров комплексным плаванием, а также на 200 метров на спине на летние Олимпийские игры 2016 года. В Рио-де-Жанейро выиграла золотую медаль в эстафете 4×200 метров среди женщин, серебряную медаль в индивидуальной гонке на 400 метров, бронзовую медаль на дистанции 200 метров комплексным плаванием и золотую медаль на 200-метровой дистанции на спине. После Олимпиады Дирадо ушла из спорта.

## Биография
Дирадо является дочерью Марит (урождённой Паркер) и Рубена Дирадо. Её отец из Аргентины, его родители иммигрировали в Аргентину из Италии после Второй мировой войны. Её мать норвежского происхождения. Она получила короткое имя Майя от своей сестры, которая не могла произнести «Мейделин».
Дирадо начала плавать в возрасте шести лет, когда она присоединилась к «Санта-Роса Нептунес» со своим товарищем по олимпийской команде Молли Ханнис. В возрасте 17 лет ДиРадо окончила среднюю школу Марии Каррильо в Санта-Розе, где она была трехкратной чемпионкой штата в 200-ярдовом комплексе. В 2010 году она установила рекорд штата Калифорнии с временем 1.56,17 в 200-метровом комплексе. Она также выиграла 100 ярдов вольным стилем со временем 49,83.

### Олимпийская квалификация 2012 года
На Олимпийской квалификации в США в 2012 году, Дирадо проплыла 200-метровый комплекс, 400-метровый комплекс и 200-метровую дистанцию на спине. Она заняла 4-е место в обоих соревнованиях комплексным плаванием, что не позволило ей попасть на Олимпиаду, так как квалифицировались только двое лучших.

### Чемпионат мира 2013
Дирадо участвовала в чемпионате мира по водным видам спорта 2013 года, проходившем в Барселоне, в трех видах: 400-метровый комплекс, 200-метровый баттерфляй и эстафета 4х200 метров вольным стилем.
Она плыла в предварительном раунде эстафеты 4×200 метров вольным стилем с Челси Шено, Карли Биспо и Джордан Маттерн. Финальная команда Кэти Ледеки, Шеннон Вриланд, Карли Биспо и Мисси Франклин вечером выиграла эстафету 4×200 метров вольным стилем, поэтому Дирадо была награждена золотой медалью. Она также финишировала четвёртой на 400 метров и двенадцатой 200 метров.

### Тихоокеанский чемпионат 2014 года по плаванию
Дирадо выиграла две медали на Тихоокеанском чемпионате в 2014 году — золото в комплексном плавании на 200 метров и серебро на дистанции вдвое длиннее. В 200-метровой дистанции комплексном она выиграла у австралийской пловчихи Алишии Куттс 2.09,93 и побило рекорд Эмили Сибом 2010 года. Она финишировала второй в 400-метровом комплексе, показав время 4.35,37. Дирадо также финишировала девятой на 200-метровой дистанции баттерфляем.

### Чемпионат мира 2015
Дирадо участвовала на двух дистанциях на чемпионате мира 2015 года в комплексном плавании. На дистанции 200 метров Дирадо стала четвёртой со временем 2.08,99. Тем не менее, она выиграла свою первую индивидуальную медаль чемпионата мира на дистанции 400 метров, в которой она финишировала второй в 4.31,71 после Катинки Хоссу.

### Летняя Олимпиада 2016
На Олимпийских играх 2016 года Дирадо выиграла четыре медали — две золотые, одну серебряную и одну бронзовую. В первый день соревнований, Дирадо стала второй на 400-метровой дистанции комплексным плаванием, показав результат 4.31,15 и уступила только венгерке Катинке Хоссу, которая побила мировой рекорд. Дирадо также выиграла бронзовую медаль на дистанции вдвое короче с результатом 2.08,79, уступив Хоссу и Сиобан-Мари О’Коннор, которые выиграли золото и серебро, соответственно. Несмотря на то, что она не прошла в соревнования на 200-метровой дистанции вольным стилем во время квалификации, тренеры поставили Дирадо в эстафетный финал 4×200 метров. Вместе с Эллисон Шмитт, Лией Смит и Кэти Ледеки, Дирадо завоевала свою первую золотую медаль на Олимпийских играх. В последнем заплыве, 200-метровом на спине, Дирадо снова встретилась с Хоссу. Венгерка лидировала всю гонку, но Дирадо на последних 25 метрах предприняла ускорение и обошла Хоссу на 0,06 с, завоевав золотую медаль с результатом 2.05,99.

### Личная жизнь
Дирадо вышла замуж за бывшего пловца из Стэнфорда Роба Эндрюса 19 сентября 2015 года в первой пресвитерианской церкви в Санта-Роза. Пара встретилась, когда они были в команде Стэнфорда по плаванию. В марте 2017 года она стала бизнес-аналитиком в консалтинговой фирме McKinsey & Company. Работая в McKinsey & Company, Дирадо поддерживала стратегические улучшения в сфере закупок медицинских услуг и внедряла программы идентификации рисков в банковской сфере. С мая 2018 года она является сотрудником грантовой организации King Philanthropies. Дирадо окончила Стэнфордский университет со степенью бакалавра наук в области науки управления и техники.

## Личные рекорды
| Событие          | Время   | Место нахождения | Дата            |
| ---------------- | ------- | ---------------- | --------------- |
| 200 м комплекс   | 2.08,79 | Рио де Жанейро   | 9 августа 2016  |
| 400 м комплекс   | 4.31,15 | Рио де Жанейро   | 6 августа 2016  |
| 200 м баттерфляй | 2.07,42 | Голд-кост        | 21 августа 2014 |
| 100 м на спине   | 1.00,36 | Санта-Клара      | 4 июня 2016     |
| 200 м на спине   | 2.05,99 | Рио де Жанейро   | 12 августа 2016 |